# Deckfrucht
Als Deckfrucht bezeichnet man in der Landwirtschaft eine Frucht, in die eine andere Frucht gesät wird, damit in einem Jahr zwei Ernten möglich sind. Weiters kann es sich bei der Untersaat auch um eine landwirtschaftliche Kultur mit langsamer Entwicklung handeln, die erst im Folgejahr geerntet wird. Die Kultur, die unter der Deckfrucht wächst bezeichnet man als Untersaat.
Als Deckfrucht sind prinzipiell alle Getreidearten und Mais, sowie auch Leguminosen wie z. B.: Ackerbohne möglich. Als Untersaat sind Gräser und Klee möglich.
Beispiele sind Winterroggen als Deckfrucht und Klee als Untersaat oder Gerste als Deckfrucht und Luzerne als Untersaat.
Vorteile einer Untersaat sind die Stickstofffixierung, der Erosionsschutz und die Unkrautunterdrückung. Diesen stehen jedoch die Wasser- und Nährstoffkonkurrenz gegenüber. Des Weiteren ist der Einsatz von Herbiziden zur Hauptfrucht nur eingeschränkt oder gar nicht möglich.